# Cuphead
Cuphead (numit și Cuphead: Don't Deal With The Devil) este un joc video indie dezvolat și publicat de Studio MDHR. Jocul a fost lansat pe data de 29 septembrie 2017 pentru Windows și Xbox One, pe 18 aprilie 2019 pe Nintendo Switch și pe 28 iulie pe Playstation 4. Jocul îi urmărește pe Cuphead și Mugman, doi frați care fac un pact cu diavolul prin care trebuie să obțină sufletele mai multor personaje de pe insulele natale. Până la doi jucători îi pot controla pe aceștia în niveluri sau împotriva unor inamici puternici, culminând cu însuși Diavolul.
Stilul vizual al jocului este inspirat de desenele animate americane din anii 1930 și ale studiourilor precum Walt Disney, Fleischer Studios și Warner Bros. Cartoons.
Jocul a fost anunțat inițial la E3 2014, fiind lansat în 2017 pentru Windows și Xbox One și apoi alte platforme. Jocul a fost un succes comercial și critic, vânzând 6 milioane de copii în doi ani și fiind aclamat pentru modul său de joc, stilul vizual, coloana sonoră și dificultate. În 2022 a fost lansat un DLC intitulat Cuphead: The Delicious Last Course și în februarie aceluiași ani Netflix a lansat un serial de animație bazat pe joc, The Cuphead Show!.

## Poveste
Cuphead și Mugman sunt doi copii care trăiesc pe insula Inkwell Isle. Împotriva sfatului dat de supraveghetorul lor, Elder Kettle, ei se aventurează în Devil's Casino (Cazinoul Diavolului). Acolo, ei tot câștigă, până ce însuși The Devil face un pariu cu ei: dacă nimeresc numărul corect la aruncarea zarului, vor câștiga toți banii din cazinou, dacă nu el le va păstra sufletele.